# Снежнобяла ливадна гъба
Снежнобялата ливадна гъба (Hygrocybe virginea) е вид ядлива базидиева гъба от семейство Hygrophoraceae.

## Описание
Шапката достига до 3 – 5 cm височина и е много крехка. С напредване на възрастта заема от полукълбовидна форма до широко дъговидна и плоска такава, понякога със заоблена гърбица или с вдлъбнатина по средата. Кожицата е тънка, при влажни условия хигроскопична, матова, бяла до бяло-кремава на цвят, като може да приема розови, охрени или кафеникави оттенъци. Пънчето достига височина 6 cm и е цилиндрично, в основата леко изтъняващо и сухо. Месото е тънко, воднисто и меко. На вкус е приятно, без особен мирис. Гъбата има приемливи вкусови качества, но тъй като има много малко месо, се използва главно в супи или като добавка към различни ястия.

## Местообитание
Среща се сравнително рядко през септември – ноември. Расте поединично или на малки групи на затревени места в горски покрайнини, пасища, ливади, понякога и в просветлени гори.